# W37 (核弾頭)
W37はアメリカ合衆国が開発していた核弾頭。XW31Y2核弾頭の改良型であり、ロスアラモス国立研究所においてXW-37として、開発が行なわれていたが1956年9月に開発中止となった。
アメリカ陸軍のMIM-14 ナイキ・ハーキュリーズ地対空ミサイル向けに搭載が検討されていた。インプロージョン方式の強化型（ブースト）核分裂弾頭でありXW31Y2（最大40kt）より高出力となることを目指していた。サイズは直径30インチ、重量900-940ポンド。